# Eduard Dörge
Eduard Dörge (Braunsbedra, 14 februari 1841 - aldaar, 28 december 1925) was een Duitse smid en uitvinder van de kipploeg.
Dörge werkte op de ouderlijke hoeve als meestersmid. Zijn bekendste uitvinding is de thans nog gebruikte kipploeg. Deze ploeg kan 180 graden om zijn as worden gedraaid, waardoor men onmiddellijk in tegenrichting langs de voorheen geploegde vore verder kan werken.
Zijn zoon Karl zette het bedrijf voort en breidde het nog uit, maar bij diens overlijden in 1966 werd de zaak stopgezet.